# De Cecco (Unternehmen)
Die F.lli De Cecco di Filippo – Fara San Martino S.p.A. (Marktauftritt De Cecco) ist ein 1886 gegründeter international tätiger italienischer Nahrungsmittelhersteller mit Sitz in Fara San Martino in den Abruzzen.
Das Unternehmen produziert und vertreibt unter der Marke De Cecco hauptsächlich Pasta. Darüber hinaus werden auch weitere Spezialitäten der italienischen Küche wie Tomatensaucen, Pesto, Olivenöl, Aceto Balsamico di Modena, Polenta sowie Reis, Reisprodukte und Mehl angeboten.

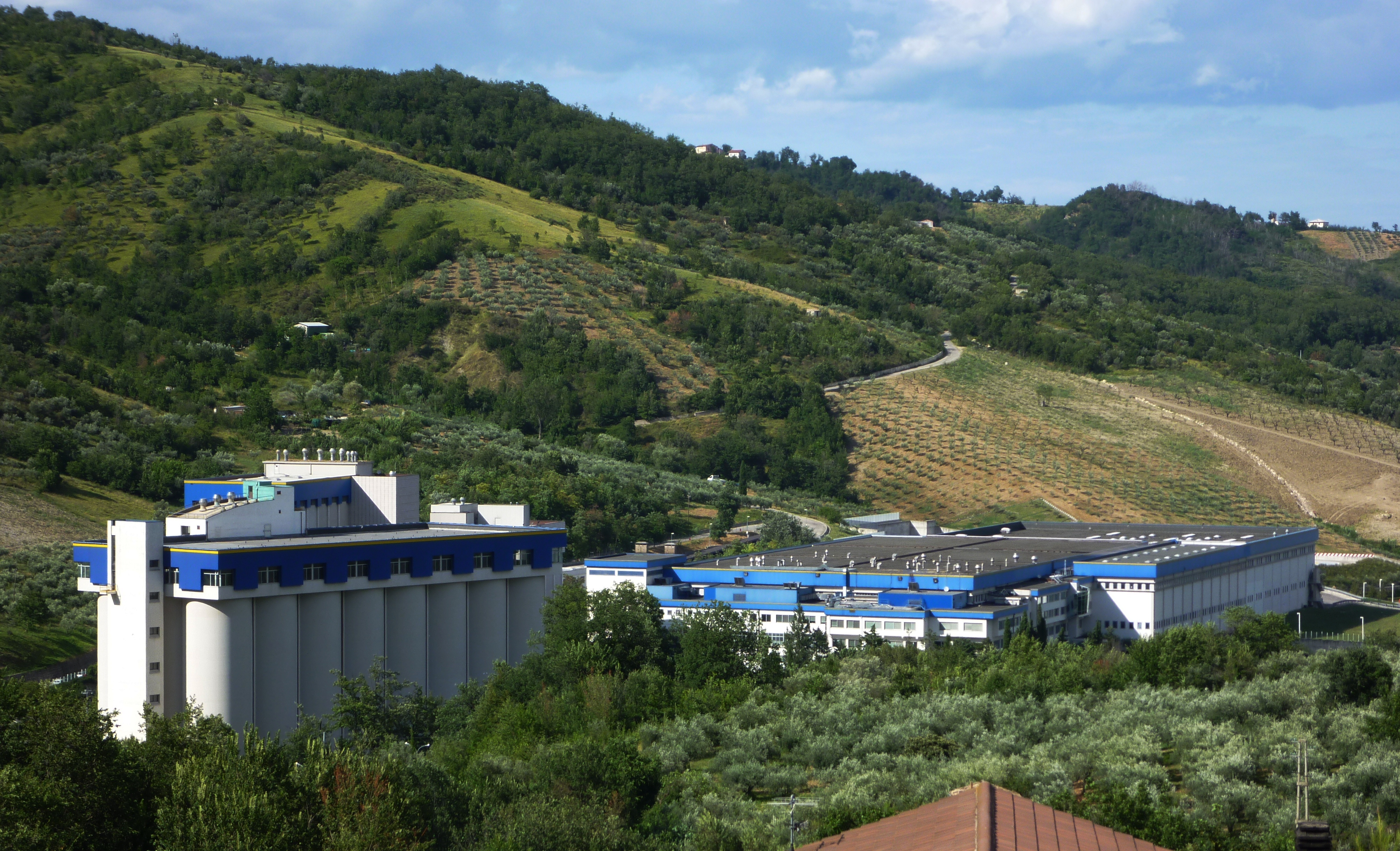
De Cecco-Fabrik in Fara San Martino

## Geschichte
Die Unternehmenswurzeln gehen auf die Mitte des 19. Jahrhunderts von Don Nicola De Cecco in Fara San Martino betriebene Mühle zurück. Die Familie De Cecco stellte dort bereits seit Generationen Mehl her. Mit der Übergabe der Mühle an seinen Sohn Filippo wurde 1886 die Pastaproduktion aufgenommen. Don Filippo De Cecco nahm hierfür eine Niedrigtemperatur-Trocknungsanlage in Betrieb, dank der die Pastaherstellung nicht mehr von den Wetterbedingungen abhängig war. 1908 wurde das Abruzzer Bauernmädchen mit den Weizengarben zum Firmensymbol. Sie prägt noch heute die De-Cecco-Packungen.
Nach dem Ende des Zweiten Weltkrieges wurde die durch die deutschen Bombardierungen zerstörte Pastafabrik neu aufgebaut und die Produktion wieder aufgenommen. Die bereits zuvor begonnene internationale Ausrichtung wurde verstärkt und in den 1950er Jahren eine zweite Fabrik in Pescara in Betrieb genommen. 1980 wurde in Fara San Martino ein neues Werk mit doppelter Produktionskapazität eingeweiht.
Ab Mitte der 1980er Jahre begann das Unternehmen sein Produktangebot zu diversifizieren. Zunächst mit der Gründung der Società Olearia zur Herstellung von Olivenöl, später mit der Verarbeitung von Tomaten zu Pomodori pelati und Saucen sowie mit der Herstellung weiterer Produkte der traditionellen italienischen Küche. In den 1990er Jahren wurde die neue Mühle in Fara San Martino errichtet und damit die Bearbeitungskapazität markant erhöht. 1997 entstand ein weiteres Werk in Ortona.
Die Besitzerfamilie De Cecco plante, das Unternehmen an die Börse zu bringen, entschied Ende Februar 2009 jedoch, den Börsengang aufgrund der schlechten Börsenlage abzusagen.